# Die Schwarze Botin
Die Schwarze Botin war eine feministische Zeitschrift. Mit ihrem Ansatz radikaler Gesellschaftsanalyse wird sie häufig anarchistischen bzw. anarcha-feministischen Strömungen im deutschsprachigen Bereich zugerechnet, außerdem auch der autonomen Frauenbewegung. Sie erschien von 1976 bis 1987 unregelmäßig in West-Berlin in insgesamt 33 Nummern. Die Auflage erreichte 1976 eine Zahl von 3000 Exemplaren. Die Herausgeberin war Brigitte Classen, die Redaktion lag in den Händen von Brigitte Classen und Gabriele Goettle sowie von 1983 bis 1987 in den Händen von Brigitte Classen und Branka Wehowski. In dieser zweiten Phase zeichnete darüber hinaus Marina Auder als Verlegerin und es wurden weitere Redaktionen in Wien (Elfriede Jelinek) und Paris (Marie-Simone Rollin) eingerichtet.
Der Titel Die Schwarze Botin war als Verballhornung der süddeutschen Regionalzeitung Schwarzwälder Bote gedacht.
Inhaltlich beschäftigte sich die Zeitschrift mit radikaler Herrschaftskritik und dissidenter Literatur. In ihr erschienen unter anderem Arbeiten von Elfriede Jelinek, Christa Reinig, Gerburg Treusch-Dieter und Gisela von Wysocki.
Die Schwarze Botin löste mit ihren Veröffentlichungen grundlegende Kontroversen in der sich formierenden neuen Frauenbewegung Westdeutschlands aus. Diese führten im Jahr 1977 zu unüberbrückbaren Gräben zwischen ihren verschiedenen Strömungen und zu Boykottaufrufen zunächst gegen die Zeitschrift Emma, später gegen Die Schwarze Botin selbst. Nach Veröffentlichung der Gründungspläne für die Emma durch Alice Schwarzer 1976  hatte Die Schwarze Botin den universalen Vertretungsanspruch (der Gruppe der Frauen) kritisiert, den Schwarzer für sich und ihre Zeitschrift erhob. Der Spiegel zitierte zudem Classen und Goettle mit dem Satz, zwar wolle man „Frau S.“ eine „gewisse journalistische Fertigkeit und das echte Anliegen“ nicht absprechen, doch „marktfreundlicher Journalismus“ und die Interessen der Frauenbewegung seien letztlich unvereinbar.
Ferner gab es 1977 eine Auseinandersetzung mit dem Kommunistischen Bund (KB). In der Zeitung des Bundes, dem 'Arbeiterkampf' (AK), wurde der Schwarzen Botin vorgeworfen, faschistoide Positionen zu vertreten und die Ausrottung der Männer anzustreben. Umgekehrt kritisierte die Schwarze Botin den Anspruch des KB die Avantgarde zu sein. Dieser sei selbsttäuschend und auch ein Selbstmissverständnis.
Gabriele Goettle stellte der ersten Ausgabe der Zeitschrift einen Artikel voran, der eine radikale Kritik am Mythos und der Identitätsbeschwörung „der Frau“ in der Frauenbewegung enthielt und die Ziele der Botin als satirische Zeitschrift formulierte. Das Insistieren der Frauen auf Aggressionslosigkeit, Weichheit und frauenspezifischem Denken habe zur Folge, dass

„die Konflikte nur da festgestellt werden, wo durch ihre Lösung keine Kollision mit der patriarchalischen Macht entsteht. Frauen hüten sich immer noch, in einen „falschen“ Verdacht zu geraten, der ihnen den allgemeinen Kredit untergraben könnte. Der Eindruck braver Fortschrittlichkeit und Emanzipation wird belohnt, indem man den eifrigen Gehversuchen im Reservat dubiose Ehrungen spendet. Die Frauen hatten es ja auf das verständnisinnige Wohlwollen der Männer zwar überhaupt nicht abgesehen, erzeugten es aber durch einen Verzicht auf eine klare Kampfposition. [...] Wir erwarten nicht, daß unsere Botschaften Inhalt neuen Frauenfühlens werden, wir haben im Gegensatz die Absicht, von unserer Neigung zur Konsequenz den rücksichtslosesten Gebrauch zu machen.“

In der Zeitung wurden auch strukturalistische und poststrukturalistische Positionen abgedruckt und diskutiert. So erschien 1978 in der siebten Ausgabe ein Text von Julia Kristeva. und die Psychoanalyse von Jacques Lacan war Gegenstand der Auseinandersetzung.